# Curly
Vista da sepultura.

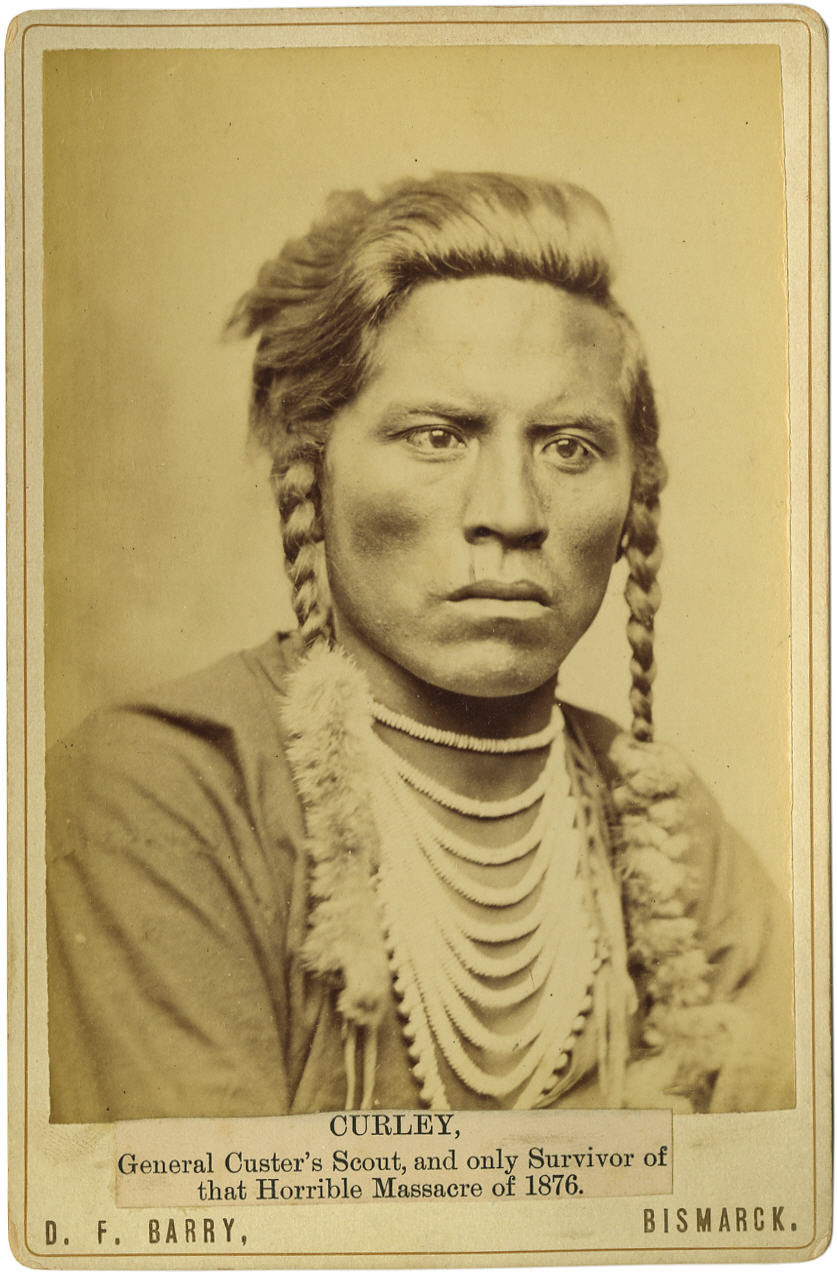
Curly, c. 1885

Ashishishe (c. 1856–1923), conhecido como Curly (ou Curley ) e Bull Half White, foi um batedor crow do Exército dos Estados Unidos durante as Guerras Sioux, mais conhecido por ter sido um dos poucos sobreviventes do lado dos Estados Unidos na Batalha de Little Bighorn. Ele não lutou na batalha, mas assistiu à distância, e foi o primeiro a comunicar a derrota do 7º Regimento de Cavalaria.

## Vida
Ashishishe nasceu em aproximadamente 1856 no Território de Montana, filho de Strong Bear (Inside the Mouth) e Strikes By the Side of the Water. Seu nome, variadamente traduzido como Ashishishe, Shishi'esh, etc., foi dito literalmente significar "o corvo", no entanto, isso pode ser um mal-entendido, pois a palavra Crow para "corvo" é "áalihte". Ashishishe pode ser uma transliteração da palavra "shísshia", que significa "cacheado". Seu registro de morte lista seu nome como sendo "Bull Half White (Curly)". Ele residia na Reserva Crow  nas proximidades de Pryor Creek, e se casou com Bird Woman. Ele se alistou no Exército dos EUA como batedor indígena em 10 de abril de 1876. Ele serviu com o 7º Regimento de Cavalaria sob George Armstrong Custer, e esteve com eles na Batalha de Little Bighorn em junho daquele ano, junto com outros cinco guerreiros/batedores Crow: White Man Runs Him, Goes Ahead, Hairy Moccasin, seu primo. White Swan e Half Yellow Face, o líder dos batedores. Custer dividiu sua força em quatro destacamentos separados, mantendo um total de 210 homens com ele. Half Yellow Face e White Swan lutaram ao lado dos soldados do destacamento de Reno, e White Swan foi gravemente ferido. Curly, Hairy Mocassin, Goes Ahead e White Man Runs Him foram com o destacamento de Custer, mas não participaram ativamente da batalha; eles mais tarde relataram que foram ordenados a ir embora antes que a intensa luta começasse. Curly separou-se de White Man Runs Him, Hairy Moccasin e Goes Ahead, e assistiu à batalha entre as forças Sioux/Cheyenne e o destacamento de Custer à distância. Vendo o completo extermínio do destacamento de Custer, ele partiu para relatar a notícia.

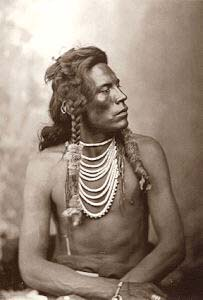
Curley, por David F. Barry, c. 1876

Um ou dois dias após a batalha, Curly encontrou o Far West, um barco de abastecimento do exército na confluência dos rios Bighorn e Little Bighorn . Ele foi o primeiro a relatar a derrota do 7º, usando uma combinação de linguagem de sinais, desenhos e um intérprete. Curly não alegou ter lutado na batalha, mas apenas testemunhado à distância; como este primeiro relato era preciso, dois dos mais influentes historiadores da Batalha de Little Bighorn, Walter Mason Camp (que entrevistou Curly em várias ocasiões) e John S. Gray, aceitaram o relato inicial de Curly. Mais tarde, no entanto, quando os relatos de "Custer's Last Stand " começaram a circular na mídia, cresceu uma lenda de que Curly havia participado ativamente da batalha, mas conseguiu escapar. Mais tarde, o próprio Curly parou de negar a lenda e ofereceu relatos mais elaborados nos quais lutou com a 7ª e evitou a morte disfarçando-se de guerreiro Lakota, levando a relatos conflitantes de seu envolvimento. A história da família é que ele estava envolvido, mas quando viu Custer cair, ele abriu um cavalo e se escondeu dentro.
Depois que a Crow Agency foi transferida para seu local atual em 1884, Curly morou lá, na Reserva Crow , na margem do rio Little Bighorn, muito perto do local da batalha. Ele serviu na Polícia Crow. Ele se divorciou de Bird Woman em 1886 e se casou com Takes a Shield. Curly teve uma filha, Awakuk Korita ha Sakush ("Pássaro de outro ano"), que adotou o nome inglês Dora. Por seu serviço no Exército, Curly recebeu uma pensão dos EUA a partir de 1920.
Ele morreu de pneumonia em 1923, e seus restos mortais foram enterrados no Cemitério Nacional no Little Bighorn Battlefield National Monument, a apenas uma milha de sua casa.

## A história de Curly
O primeiro relato registrado em jornal de Curly, feito no Helena (Montana) Weekly Herald em 20 de julho de 1876, é o seguinte:
Custer, com suas cinco companhias, depois de se separar de Reno e suas sete companhias, moveu-se para a direita ao redor da base de uma colina com vista para o vale do Little Horn, através de uma ravina apenas larga o suficiente para admitir sua coluna de quatro. Não havia sinal da presença de índios nas colinas daquele lado (à direita) do Little Horn, e a coluna avançou sem parar até contornar o morro e avistar a aldeia situada no vale abaixo deles. Custer parecia muito eufórico e ordenou que a corneta soasse uma carga, e seguiu em frente à frente de sua coluna, acenando com o chapéu para encorajar seus homens. Ao se aproximarem do rio, os índios, escondidos no mato na margem oposta do rio, abriram fogo contra as tropas, que frearam o avanço. Aqui uma parte do comando foi desmontada e lançada ao rio, e revidaram o fogo dos índios.

 Durante este tempo os guerreiros foram vistos cavalgando para fora da aldeia às centenas, desdobrando-se em sua frente à sua esquerda, como se com a intenção de cruzar o riacho à sua direita, enquanto as mulheres e crianças eram vistas correndo para fora da aldeia em grandes números na direção oposta.
Durante a luta, neste momento, Curley viu dois dos homens de Custer mortos, que caíram no riacho. Depois de lutar alguns momentos aqui, Custer parecia estar convencido de que era impraticável cruzar, pois só poderia ser feito em coluna de quatros expostos durante o movimento a um fogo pesado da frente e de ambos os flancos. Ele, portanto, ordenou a frente da coluna para a direita e avançou diagonalmente nas colinas, rio abaixo, seus homens a pé conduzindo seus cavalos. Nesse meio tempo os índios haviam atravessado o rio (abaixo) em grande número, e começaram a aparecer em seu flanco direito e em sua retaguarda; e ele havia caminhado apenas algumas centenas de metros na direção que a coluna tomara, quando foi necessário recomeçar a luta com os índios que haviam atravessado o riacho.
A princípio o comando permaneceu unido, mas depois de alguns minutos de luta, foi dividido, uma parte desdobrada circularmente para a esquerda e o restante similarmente para a direita, de modo que, quando a linha foi formada, ficou com uma grosseira semelhança com um círculo., aproveitando-se, na medida do possível, a protecção conferida pelo solo. Os cavalos estavam na retaguarda, os homens na linha desmontando, lutando a pé. Sobre os incidentes da luta em outras partes do campo que não o seu, Curley não está bem informado, pois ele próprio estava escondido em uma ravina, da qual apenas uma pequena parte do campo era visível.
A luta parece ter começado, pela descrição de Curley da situação do sol, por volta das 14h30 ou 15h, e continuou sem intervalo até quase o pôr do sol. Os índios cercaram completamente o comando, deixando seus cavalos em ravinas bem na retaguarda, eles próprios avançando para atacar a pé. Confiantes na superioridade de seus números, eles fizeram várias cargas em todos os pontos da linha de Custer, mas as tropas mantiveram sua posição com firmeza e desferiram um fogo pesado, e todas as vezes os expulsaram. Curley disse que o disparo foi mais rápido do que qualquer coisa que ele já havia concebido, sendo um rolo contínuo, como ele expressou, "o arrebentar dos fios no rasgar de um cobertor. As tropas gastaram toda a munição em seus cintos e depois procuraram em seus cavalos a munição de reserva que carregavam nos bolsos das selas.
Enquanto sua munição resistiu, as tropas, embora perdendo consideráveis na luta, mantiveram sua posição apesar dos esforços dos Sioux. Desde o enfraquecimento do fogo até o final da tarde, os índios pareciam acreditar que sua munição estava quase esgotada e fizeram uma grande investida final, durante a qual o último comando foi destruído, os homens sendo fuzilados onde eles ficaram em sua posição na linha, tão próximos que muitos foram mortos com flechas. Curly diz que Custer permaneceu vivo durante a maior parte do combate, animando seus homens a uma resistência determinada; mas cerca de uma hora antes do fim da luta, ele recebeu um ferimento mortal.
Curly diz que o campo estava repleto de cadáveres dos Sioux que caíram no ataque, em número consideravelmente maior do que a força de soldados envolvidos. Ele está convencido de que sua perda será superior a seiscentos mortos, além de um imenso número de feridos.
Curly conseguiu sua fuga enrolando-se em seu cobertor à maneira dos Sioux e passando por um intervalo que havia sido feito em suas linhas enquanto se espalhavam pelo campo em sua investida final. Ele diz que eles devem tê-lo visto, pois ele estava à vista de todos, mas provavelmente foi confundido pelos Sioux com um deles, ou um de seus aliados Arapahos ou Cheyennes.
As mais particularidades do relato feito por Curly da luta são confirmadas pela posição da trilha feita por Custer em seus movimentos e pela evidência geral do campo de batalha.

 Apenas uma discrepância é notada, que diz respeito ao momento em que a luta chegou ao fim. Oficiais do comando de Reno, que, no final da tarde, de pontos altos, inspecionaram o país na expectativa ansiosa do aparecimento de Custer, e comandaram uma visão do campo onde ele havia lutado, dizem que não havia combate naquele momento, entre 5 e 6 horas. É evidente, portanto, que o último comando de Custer foi destruído em uma hora mais cedo do dia do que Curly relata.
Thomas Leforge, em sua narrativa autobiográfica, destacou que o Exército esperava que os batedores não participassem das escaramuças e acrescentou esta lembrança:
Eu interpretei para o tenente Bradley quando ele entrevistou Curly [sic], vários dias após a batalha de Custer ter ocorrido. Ele foi falado então como o 'único sobrevivente' do desastre. Mas ele próprio não reivindicou esse tipo de distinção. Pelo contrário, repetidas vezes durante o longo exame dele por Bradley, o jovem olheiro disse: 'Eu não estava na luta.' Quando contemplado e parabenizado pelos visitantes, ele declarou: 'Não fiz nada de maravilhoso; Eu não estava nele. Ele nos disse que quando o embate começou, ele estava atrás, com outros Corvos. Ele correu para uma distância de cerca de uma milha, parou ali e olhou por um breve momento sobre o conflito. Logo ele se afastou ainda mais, parando em uma colina para dar outra olhada. Ele viu alguns cavalos correndo soltos pelas colinas. Ele se virou o suficiente para capturar dois dos animais, mas depois decidiu que eles eram um impedimento para seu progresso para longe dos Sioux, então os soltou. Ele me disse que dirigiu seu curso para Tulloch's Fork e desceu a mesma trilha que eu havia percorrido em outra ocasião com o capitão Bull e o tenente Rowe.

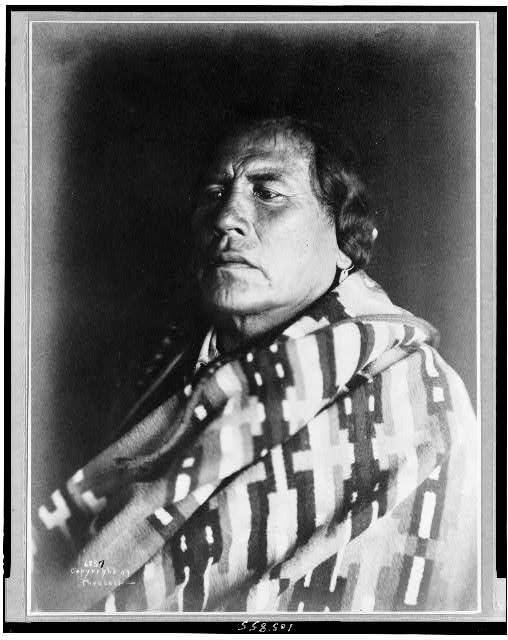
Curley, c. 1907

Escritores românticos apoderaram-se de Curly como um assunto adequado aos seus propósitos literários fantasiosos. Apesar de tudo, ele foi tratado como um herói. Ele não teve nenhum esforço especial para negar as histórias escritas de sua astúcia única. Ele não sabia ler, só falava um pouco de inglês, e é provável que não conhecesse nenhuma razão pela qual deveria fazer qualquer negação especial. A alegação persistente apresentada por outros, mas como se viesse diretamente dele, trouxe sobre ele a acusação de alguns Sioux: 'Curly é um mentiroso; ninguém com Custer nos escapou. Mas ele não era um mentiroso. Durante toda a sua vida subsequente, ele confessou modestamente de tempos em tempos o que fez com Bradley: 'Não fiz nada de maravilhoso; Eu não estava na luta. Eu o conhecia desde a infância até sua morte na velhice. Ele era um bom menino, um jovem despretensioso e quieto, um olheiro confiável, e em todos os momentos de sua vida foi muito respeitado por seu povo.

— Leforge, Memoirs of a White Crow Indian, edição de 1928, p. 250.